# Andy Clyde
Pour les articles homonymes, voir Clyde.
Andy Clyde (25 mars 1892 – 18 mai 1967 ) est un acteur écossais de cinéma et de télévision dont la carrière s'étend sur quatre décennies. Né Andrew Allan Clyde, il est issu d'une famille fortement identifiée au monde du théâtre depuis plusieurs générations ; son frère David Clyde et sa sœur Jean Clyde sont aussi devenus acteurs de cinéma. Andy s'est révélé dans les années 1920 dans les films de Mack Sennett.

## Carrière
Sa grande maitrise du maquillage procure à Andy Clyde une formidable versatilité. Il pouvait tout jouer, du petit voyou crasseux au vieux scientifique cinglé. Dans ses courts métrages comiques, Clyde s'identifie au rôle du « vieux » qui lui assurent un succès immédiat. Adoptant une perruque et une moustache grises, il utilise ce maquillage tout au long de ses courts métrages, et son personnage devient si immuable qu'il se fond littéralement dedans.
Il continue à collaborer avec Mack Sennett et réussit la transition vers le cinéma parlant. En 1932, alors que les studios Sennett font face à des problèmes financiers, Sennett réduit le salaire de Clyde. Celui-ci proteste et Sennett confie alors le rôle du « vieux » à l'acteur Irving Bacon. Le public n'apprécie guère et le réalisateur finit par abandonner le personnage. Le distributeur de Sennett, Educational Pictures (en), reprend la série d'Andy Clyde qui continue ainsi pendant deux années supplémentaires.
Columbia Pictures lance sa filière de courts métrages en 1934 et Andy Clyde est un des premiers acteurs comiques engagés par le producteur Jules White. Contrairement à la plupart des comédiens de court métrage de la Columbia qui se laissaient aller à des expressions faciales et des gestes excentriques, Clyde avait un jeu plus subtil et économique : son sens du rythme était tel qu'il lui suffisait de lever un sourcil, frissonner légèrement ou murmurer « My, my, my » pour faire rire. Clyde était un favori du public et il continua de faire des courts métrages pour la Columbia jusqu'en 1956. Il dura plus longtemps que tous les autres comédiens de la Columbia, si ce n'est Les Trois Stooges.
Andy Clyde occupa aussi des seconds rôles dans les longs métrages. Par exemple, il joue un triste facteur de province aux côtés de Katharine Hepburn dans The Little Minister et le compagnon soiffard de Charles Coburn dans Les Vertes Années. Dans les années 1940, il se tourne vers l'extérieur avec le western. On se souvient de Clyde pour ses rôles comiques de sidekick, aux côtés de William Boyd dans la série Hopalong Cassidy, où il se nomme California Carson, ou avec Whip Whilson dans les westerns B de la Monogram Pictures, où il se nomme Winks. Clyde travailla aussi sur les livres audio sur Hopalong Cassidy créés par Capitol Records dans les années 1950.
Clyde apparait pour la dernière fois au cinéma en 1956, après quoi il travaille à la télévision, apparaissant notamment dans la série City Detective (en) avec Rod Cameron. Il occupe aussi des rôles récurrents dans les séries Lassie sur CBS et The Real McCoys (en) sur ABC. Dans cette dernière, il est le faire-valoir d'un autre acteur vétéran, Walter Brennan. Clyde occupait le rôle de George McMichael, voisin de Grandpa Amos, joué par Brennan. Tout comme Frank Myers dans The Andy Griffith Show (1961), Clyde joue le rôle d'un vieil homme excentrique que la ville essaie d'expulser. Clyde interprète « Grandpa » dans la série de comédie militaire Deux Farfelus au régiment (No Time for Sergeants) (1964-1965) avec Sammy Jackson (en). La série est inspirée du film homonyme d'Andy Griffith sorti en 1958.

## Vie privée
Clyde se maria avec une ancienne beauté des films de Mack Sennett : Elsie Tarron. Jules White rappelle que Clyde devient papa assez tardivement, et il fut ravagé par la mort de son fils à l'âge de neuf ans.
Clyde continua de se produire à la télévision jusqu'à sa mort.
Andy Clyde a une étoile sur le Hollywood Walk of Fame.

## Filmographie partielle

### Au cinéma
- 1927 : The Girl from Everywhere d'Edward F. Cline
- 1927 : Broke in China réalisé par Edward F. Cline et produit par Mack Sennett
- 1927 : La Fierté de Pikeville (The Pride of Pikeville) réalisé par Edward F. Cline et produit par Mack Sennett
- 1928 : The Good-Bye Kiss de Mack Sennett
- 1928 : The Best Man de Harry Edwards
- 1929 : Girl Crazy de Mack Sennett
- 1929 : The Bees' Buzz de Mack Sennett
- 1929 : Midnight Daddies de Mack Sennett
- 1934 : Le Petit Ministre (The Little Minister) de Richard Wallace
- 1934 : Romance in Manhattan
- 1935 : Village Tale
- 1935 : La Gloire du cirque (Annie Oakley) de George Stevens
- 1939 : Le monde est merveilleux (It's a Wonderful World) de W. S. Van Dyke
- 1940 : Abraham Lincoln (Abe Lincoln in Illinois) de John Cromwell
- 1943 : Zone mortelle (Riders of the Deadline) de Lesley Selander : California Carson
- 1943 : La Justice du lasso (Hoppy Serves a Writ) de George Archainbaud
- 1945 : Roughly Speaking de Michael Curtiz
- 1946 : Les Vertes Années (The Green Years) de Victor Saville
- 1955 : Colorado Saloon (The Road to Denver) de Joseph Kane

### À la télévision
- 1955-1958 : Rintintin (série télévisée) : 4 épisodes
- 1956-1959 : Fury (série télévisée) : 3 épisodes
- 1958 : La Grande Caravane (Wagon Train) (série télévisée) : 1 épisode
- 1958-1962 : Gunsmoke (série télévisée) : 2 épisodes
- 1959 : The Millionaire (en) (série télévisée) : 1 épisode
- 1959-1966 : Lassie (série télévisée) : 32 épisodes
- 1961 : The Andy Griffith Show (série télévisée) : 1 épisode